# Vetenskapsåret 1931

## Händelser

### Matematik
- Januari - Kurt Gödel publicerar "[On Formally Undecidable Propositions]" i Monatshefte für Mathematik.

### Teknik
- Okänt datum - Darrieusturbinen patenteras.
- Okänt datum - Hooverdammen börjar byggas.

## Pristagare
- Bigsbymedaljen: Norman Levi Bowen [1]
- Copleymedaljen: Arthur Schuster
- Nobelpriset: [2]
  - Fysik: Inget pris utdelades
  - Kemi: Carl Bosch, Friedrich Bergius
  - Fysiolog/Medicin: Otto Warburg
- Penrosemedaljen: William Morris Davis
- Sylvestermedaljen: Edmund Taylor Whittaker
- Wollastonmedaljen: Arthur William Rogers [3]

## Födda
- 12 oktober - Ole-Johan Dahl (död 2002), norsk datavetare, skapare av det objektorienterade programspråket Simula.

## Avlidna
- 11 februari - Charles Algernon Parsons (född 1854), brittisk uppfinnare, utvecklare av ångturbinen.
- 18 oktober - Thomas Edison (född 1847), amerikansk uppfinnare.

### Fotnoter
1. ↑  ”Geological Society”. Arkiverad från originalet den 5 juni 2011. https://web.archive.org/web/20110605101836/http://www.geolsoc.org.uk/gsl/society/history/page753.html. Läst 13 april 2011.
2. ↑  ”Nobelpriset”. http://nobelprize.org/nobel_prizes/lists/all/index.html. Läst 10 april 2011.
3. ↑  ”Geological Society”. Arkiverad från originalet den 5 juni 2011. https://web.archive.org/web/20110605102217/http://www.geolsoc.org.uk/gsl/society/history/page750.html. Läst 14 april 2011.